# Torrefeta i Florejacs
Torrefeta i Florejacs község Spanyolországban, Lleida tartományban. Torrefeta i Florejacs Ossó de Sió, Vilanova de l'Aguda, Sanaüja, Massoteres, Guissona, Sant Guim de la Plana, Sant Ramon, Cervera, Tarroja de Segarra, Els Plans de Sió, Oliola, Cabanabona és Pinell de Solsonès községekkel határos. Lakosainak száma 605 fő (2024).

## Népesség
A település népessége az utóbbi években az alábbiak szerint változott:
| Lakosok száma | 672  | 2580 | 1913 | 1495 | 726  | 635  | 633  | 601  | 602  | 605  |
|               | 1717 | 1887 | 1936 | 1960 | 1986 | 2004 | 2009 | 2014 | 2019 | 2024 |